# Cultura dell'Impero ottomano

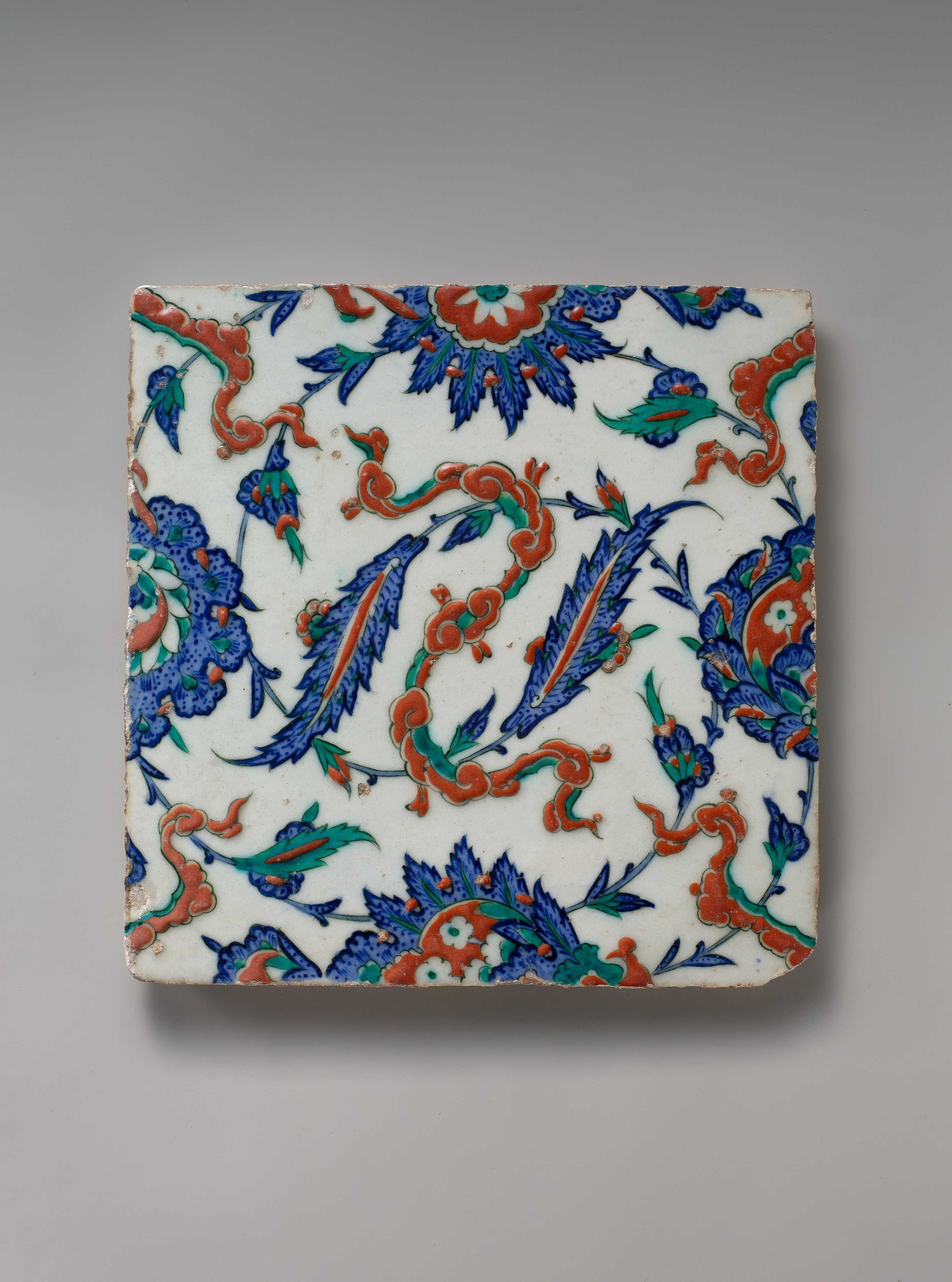
Piastrella con disegno floreale e a banda di nuvole, c. 1578, piastrelle di Iznik, Impero ottomano, nella collezione del Metropolitan Museum of Art.

La cultura ottomana si è evoluta nel corso di diversi secoli mentre l'amministrazione dominante dei turchi ha assorbito, adattato e modificato le varie culture native delle terre conquistate e dei loro popoli. C'è stata una forte influenza dai costumi e dalle lingue delle società islamiche, in particolare l'arabo, mentre la cultura persiana ha avuto un contributo significativo attraverso i turchi selgiuchidi, i predecessori degli ottomani fortemente persianizzati. Nonostante le nuove fusioni aggiunte, la dinastia ottomana, come i loro predecessori nel Sultanato del Rum e nell'Impero selgiuchide, furono completamente persianizzati nella loro cultura, lingua, abitudini e costumi, e quindi, l'impero è stato descritto come un impero persianizzato" Nel corso della sua storia, l'Impero ottomano ha avuto consistenti popolazioni di ortodossi, armeni, ebrei e assiri, a cui era concessa una certa autonomia sotto il sistema del millet confessionale del governo ottomano e le cui culture distintive arricchivano quella dello stato ottomano.
Con l'espandersi dell'Impero ottomano, venne assimilata la cultura di numerose regioni sotto il suo dominio e oltre, essendo particolarmente influenzato da Bisanzio, dalla cultura araba del Medio Oriente islamico e dalla cultura persiana dell'Iran.

## Letteratura

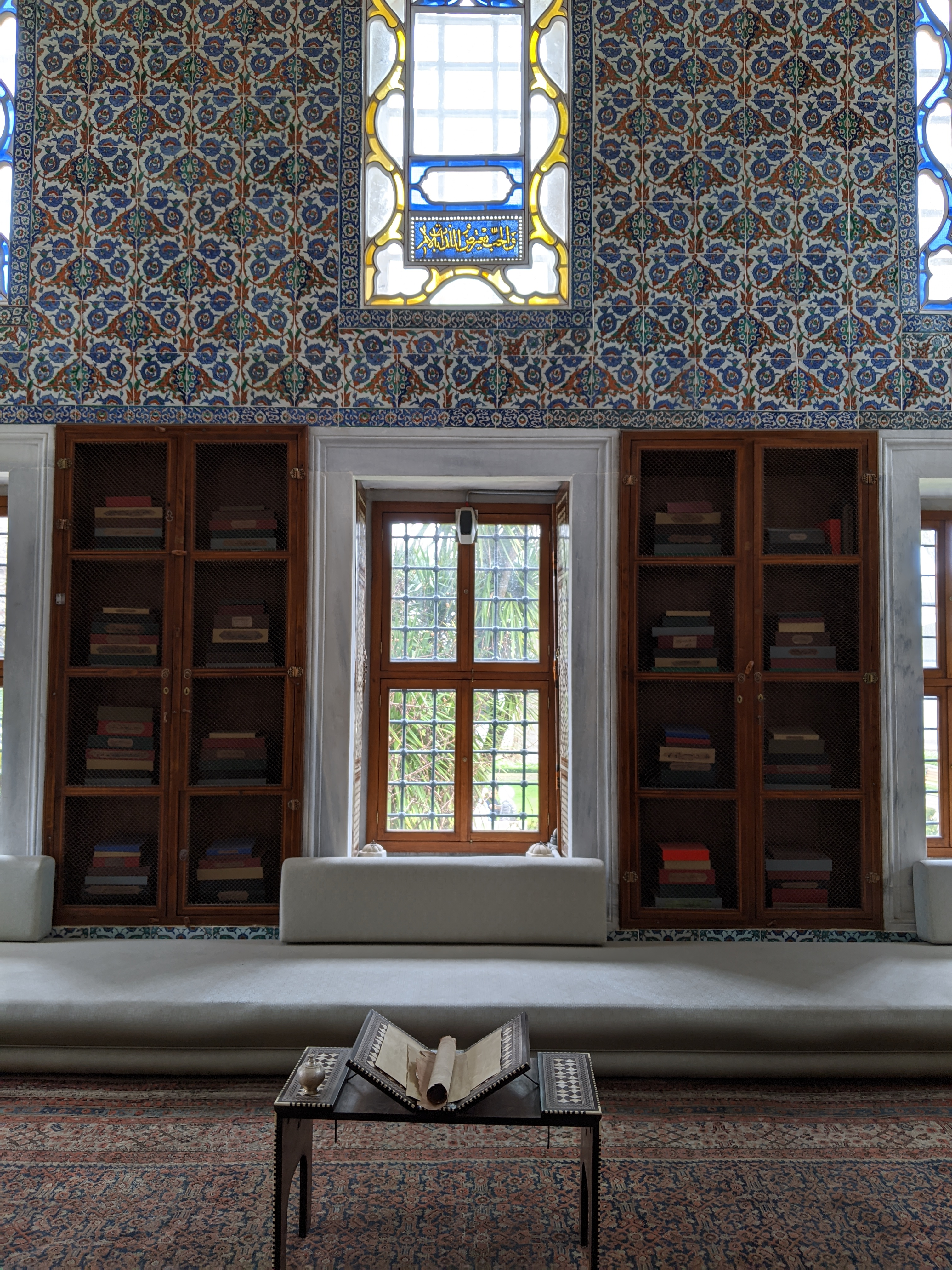
Ricostruzione di una biblioteca in stile ottomano, nel museo del Palazzo Topkapi

### Poesia
Come per molte forme d'arte turche ottomane, la poesia prodotta per il circolo della corte ottomana ebbe una forte influenza dalle tradizioni persiane classiche; un gran numero di prestiti linguistici persiani entrò nella lingua letteraria e furono usati metri e forme persiani (come quelli di Ghazal).
Nel XIX secolo e nell'era delle riforme del Tanzimat, l'influenza della letteratura popolare turca, fino ad allora in gran parte orale, iniziò ad apparire nella poesia turca, e vi fu una crescente influenza dalla letteratura europea; ci fu un corrispondente declino nella poesia di corte classica. Tevfik Fikret, nato nel 1867, è spesso considerato il fondatore della moderna poesia turca.

### Prosa
Prima del XIX secolo, la prosa ottomana era esclusivamente "fittizia" ed era molto meno sviluppata della poesia ottomana, in parte perché gran parte di essa seguiva le regole della tradizione originariamente araba della prosa in rima (Saj '). Tuttavia, un certo numero di generi - il diario di viaggio, il trattato politico e la biografia - erano attuali.
A partire dal XIX secolo iniziò a farsi sentire la crescente influenza del romanzo europeo, e in particolare di quello francese. Taaşuk -u Tal'at ve Fitnat di Şemsettin Sami, ampiamente considerato il primo romanzo turco, fu pubblicato nel 1872; altri importanti scrittori ottomani di prosa furono Ahmet Mithat e Halit Ziya Uşaklıgil.

## Architettura

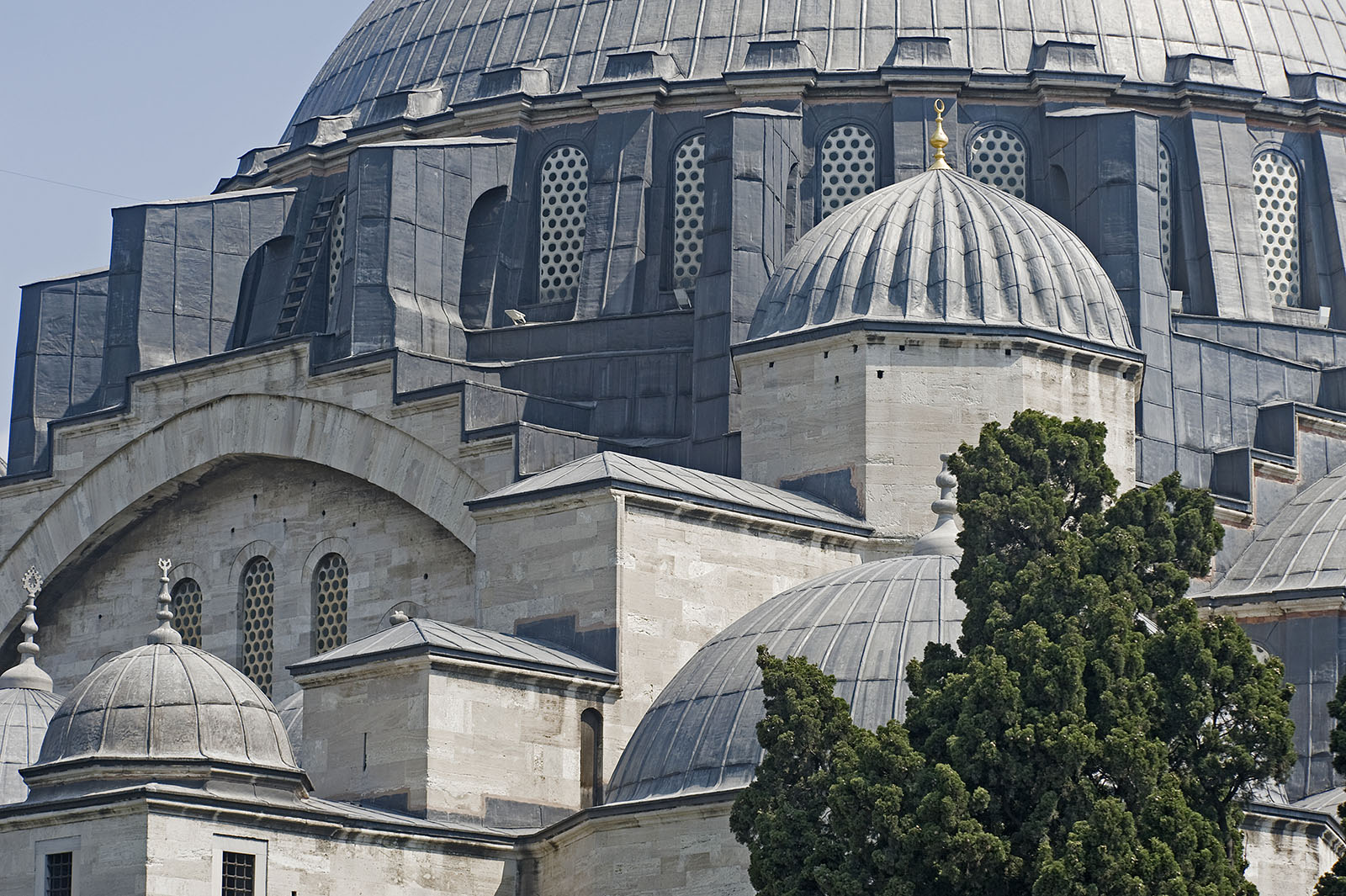
Dettagli della Moschea Süleymaniye, uno dei migliori esempi di architettura ottomana.

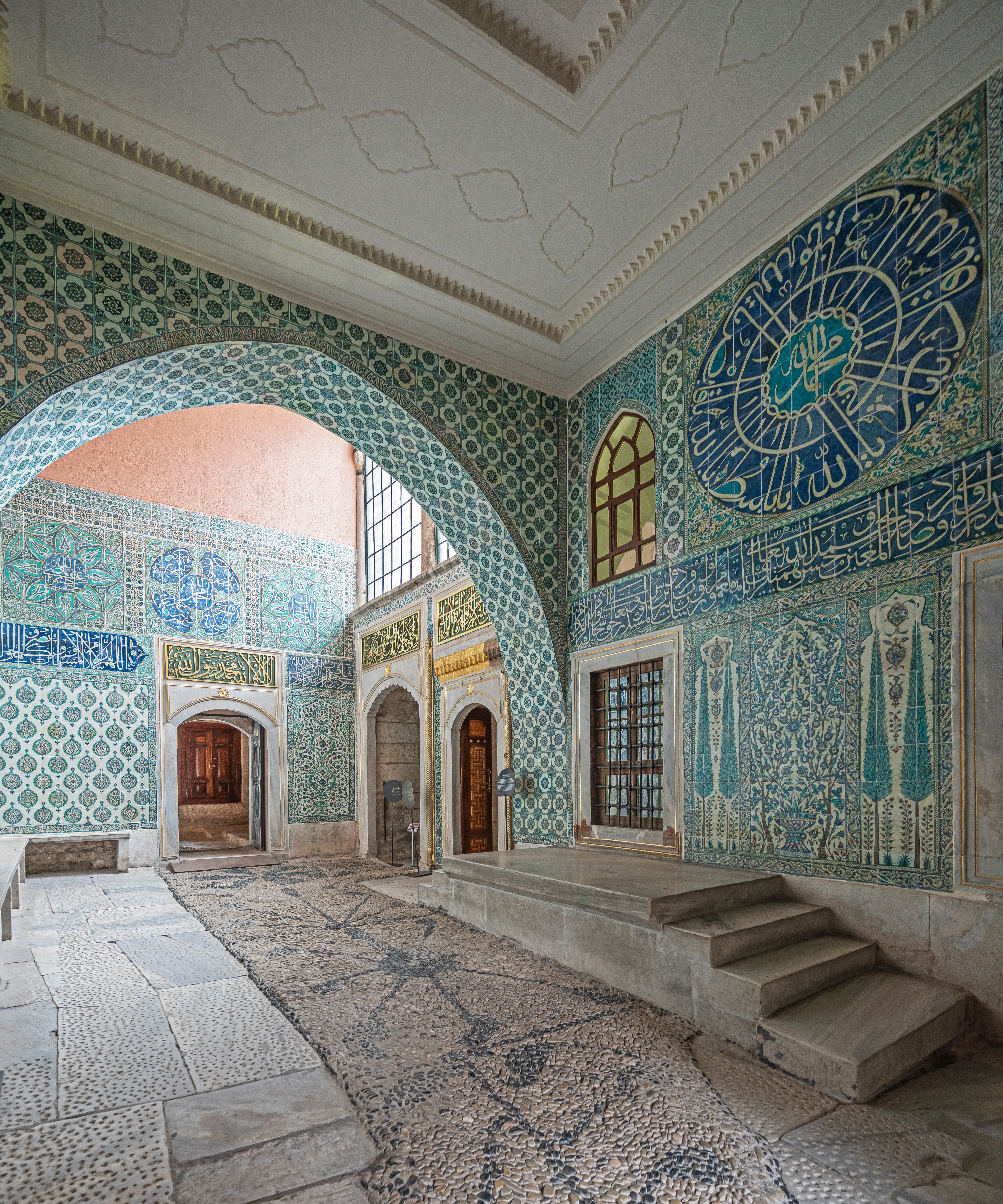
Pareti di piastrelle dell'harem del Palazzo Topkapi

L'architettura ottomana era una sintesi delle tradizioni architettoniche selgiuchide influenzate dall'Iran, come si vede negli edifici di Konya, nell'architettura mamelucca e nell'architettura bizantina; raggiunse il suo massimo sviluppo nei grandi edifici pubblici, come moschee e caravanserragli, del XVI secolo.
La figura più significativa nel campo, l'architetto e ingegnere del XVI secolo Mimar Sinan, era un musulmano convertito di origine armena, con un passato nei giannizzeri. Le sue opere più famose furono la Moschea Selimiye a Edirne e la Moschea Solimano a Costantinopoli. Uno dei suoi allievi, Sedefkar Mehmed Agha, progettò la Moschea Blu dell'inizio del XVII secolo, considerata l'ultimo grande edificio dell'architettura ottomana classica.

## Arte decorativa

### Calligrafia

La firma stilizzata del sultano Mahmud II dell'Impero Ottomano era scritta in una calligrafia espressiva. Si legge che Mahmud Khan, figlio di Abdülhamid, è vittorioso per sempre.

La calligrafia aveva uno status prestigioso sotto gli ottomani, le sue tradizioni erano state plasmate dal lavoro del calligrafo abbaside Yaqut al-Musta'simi di Baghdad, la cui influenza si era diffusa in tutto il mondo islamico. Al-Musta'simi stesso era forse di origine anatolica.
La scrittura diwani è uno stile corsivo e tipicamente ottomano della calligrafia araba sviluppato nel XVI e all'inizio del XVII secolo. Fu inventato da Housam Roumi, raggiungendo il suo massimo sviluppo sotto Solimano I il Magnifico (1520–66). La scrittura altamente decorativa si distingueva per la complessità della linea e per la stretta giustapposizione delle lettere all'interno delle parole. Altre forme includevano la scrittura nashki fluida e arrotondata, inventata dal calligrafo abbaside del X secolo Ali Muhammad ibn Muqlah, e Ta'liq, basato sullo stile persiano Nastalīq.
I calligrafi ottomani famosi includono Seyyid Kasim Gubari, Şeyh Hamdullah, Ahmed Karahisari e Hâfiz Osman.

### Miniature
La tradizione ottomana di dipingere miniature, per illustrare manoscritti o usati in album dedicati, è stata fortemente influenzata dalla forma d'arte persiana, sebbene includesse anche elementi della tradizione bizantina di manoscritti miniati e pittura. Un'accademia greca di pittori, la Nakkashane-i-Rum, fu fondata nel Palazzo Topkapi nel XV secolo, mentre all'inizio del secolo successivo fu aggiunta un'accademia persiana simile, la Nakkashane-i-Irani.

### Tessitura di tappeti e arti tessili

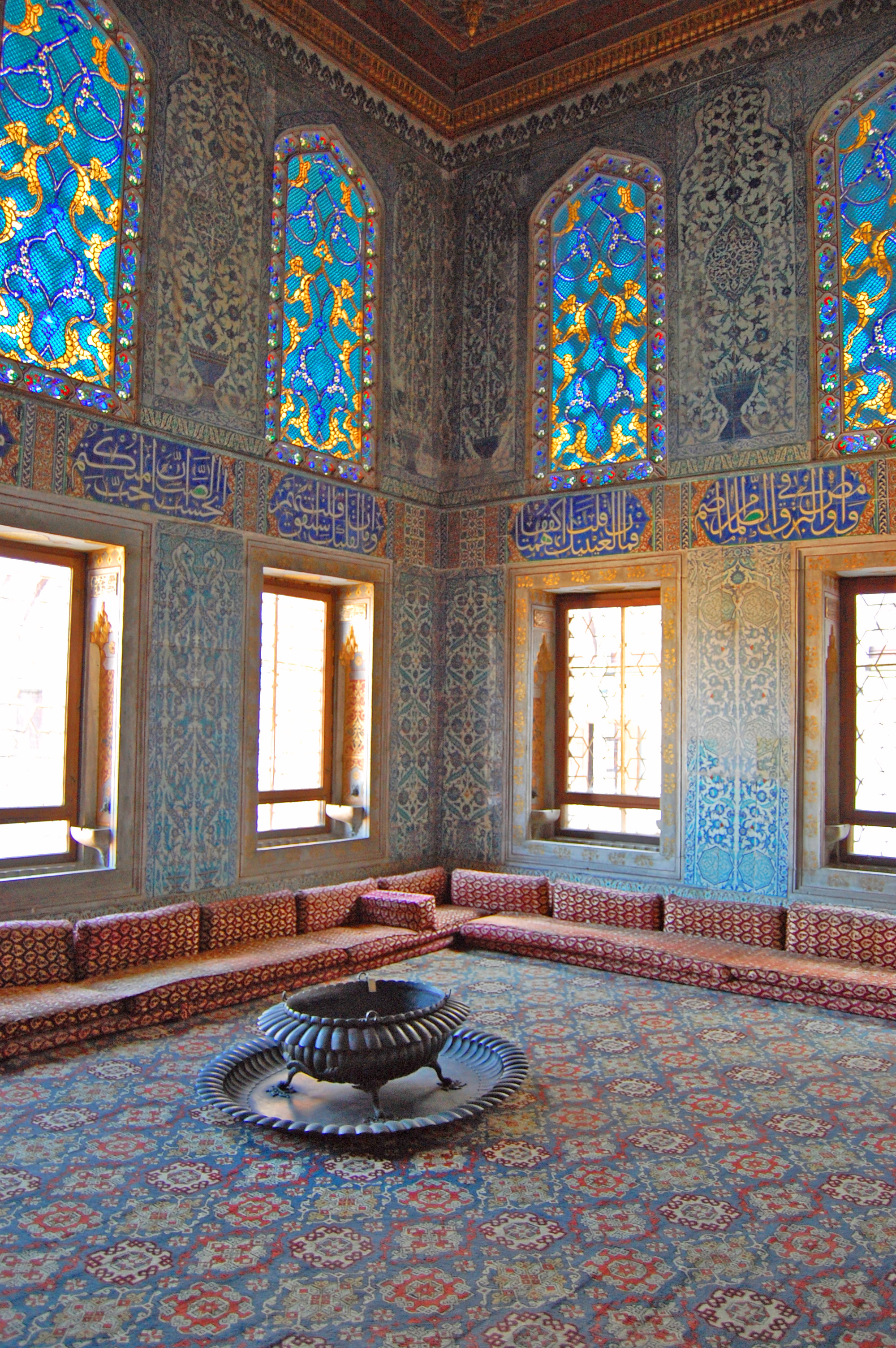
La Stanza dell'Harem, Topkapi Palace, tappeto con motivo "Holbein" a piccoli motivi.

L'arte della tessitura dei tappeti era particolarmente significativa nell'Impero ottomano, sia con i tappeti di immensa importanza come arredi decorativi, ricchi di simbolismi religiosi e di altro tipo, sia come considerazione pratica, poiché era consuetudine togliersi le scarpe negli alloggi. La tessitura di tali tappeti ha avuto origine nelle culture nomadi dell'Asia centrale (i tappeti sono una forma di arredamento facilmente trasportabile) e alla fine si diffuse nelle società stanziali dell'Anatolia. I turchi usavano tappeti, tappeti e kilim a motivi geometrici non solo sui pavimenti di una stanza, ma anche come appendiabiti su pareti e porte, dove fornivano ulteriore isolamento. Erano anche comunemente donati alle moschee, che spesso ne accumulavano grandi collezioni.
I tappeti Hereke erano di uno status particolarmente elevato, essendo fatti di seta o con una combinazione di seta e cotone, e annodati in modo complesso. Altri progetti significativi includevano tappeti "Palazzo", " Yörük ", Ushak e Milas o "Türkmen". "Yörük" e "Türkmen" rappresentavano disegni più stilizzati, mentre i disegni naturalistici erano prevalenti in "Palace".

### Gioielleria
L'Impero ottomano era noto per la qualità dei suoi orafi e argentieri, e in particolare per i gioielli che producevano. I gioielli avevano una particolare importanza in quanto venivano comunemente regalati ai matrimoni, come regalo che poteva essere utilizzato come forma di risparmio. L'argento era il materiale utilizzato più comunemente, con l'oro riservato ai pezzi più prestigiosi; i disegni spesso mostravano complesse lavorazioni in filigrana e incorporavano motivi persiani e bizantini. Gli sviluppi nel disegno riflettevano i gusti della corte ottomana, con l'arte persiana safavide, ad esempio, che divenne un'influenza dopo la sconfitta ottomana di Ismail I dopo la battaglia di Caldiran nel 1514. Nelle zone rurali dell'Impero, i gioielli erano più semplici e spesso incorporavano monete d'oro (l'altin ottomano), ma i disegni di Costantinopoli si diffusero comunque in tutto il territorio ottomano e si riflettevano anche nella lavorazione dei metalli dell'Egitto e del Nord Africa.
La maggior parte dei gioiellieri e degli orafi erano cristiani armeni ed ebrei, ma l'interesse degli ottomani per l'arte correlata dell'orologeria portò molti orafi, orologiai e incisori di gemme europei a trasferirsi a Costantinopoli, dove lavoravano nel quartiere degli stranieri, Galata.

## Celebrazioni

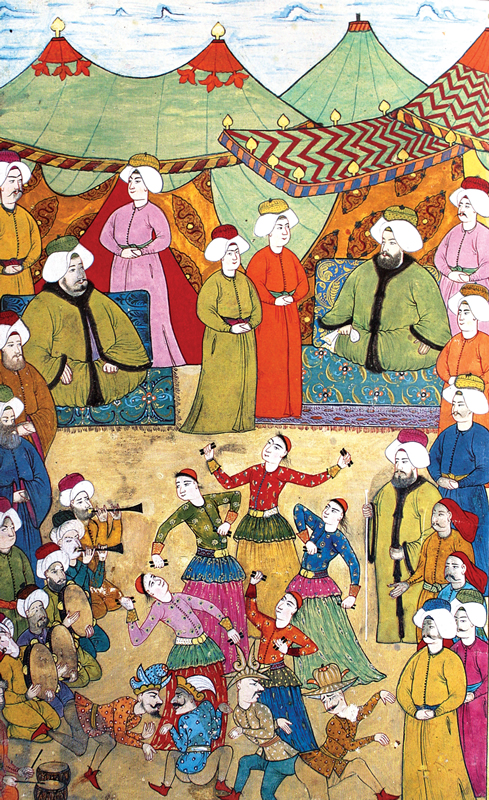
Musicisti e ballerini intrattengono le folle, da Cognome-i Hümayun, 1720.

### Musica
Oltre alle tradizioni musicali dei suoi popoli costituenti, l'Impero ottomano sviluppò uno stile distinto di musica di corte, la musica classica ottomana. Questa era una forma principalmente vocale, con accompagnamento strumentale, costruita su makamlar, un insieme di sistemi melodici, con un corrispondente insieme di schemi ritmici chiamato usul.
Un'altra caratteristica distintiva della musica ottomana erano i mehterân, le bande militari usate dai giannizzeri e i seguenti alti funzionari. Queste bande erano gli antenati delle bande militari moderne, nonché degli ensemble di ottoni popolari nella musica tradizionale dei Balcani.

### Danza
Il ballo era un elemento importante della cultura ottomana, che incorporava le tradizioni di danza folcloristica di molti paesi e terre differenti su tre continenti; dalla penisola balcanica e dalle regioni del Mar Nero al Caucaso, al Medio Oriente e al Nord Africa.
La danza era anche uno dei più popolari passatempi nel Harem del Palazzo Topkapi.
Le danzatrici del ventre, chiamate Çengi, provenivano principalmente dalla comunità rom. Oggi, vivendo nei quartieri rom di Istanbul come Sulukule, Kuştepe, Cennet e Kasımpaşa, dominano ancora i tradizionali spettacoli di danza del ventre e di intrattenimento musicale nelle taverne tradizionali della città.
C'erano anche ballerini uomini, di nome Köçek, che hanno preso parte agli spettacoli di intrattenimento e alle celebrazioni, accompagnati da acrobati circensi, di nome Cambaz, che eseguivano acrobazie difficili e altri spettacoli che attiravano la curiosità.

### Meddah (spettacolo di una persona)

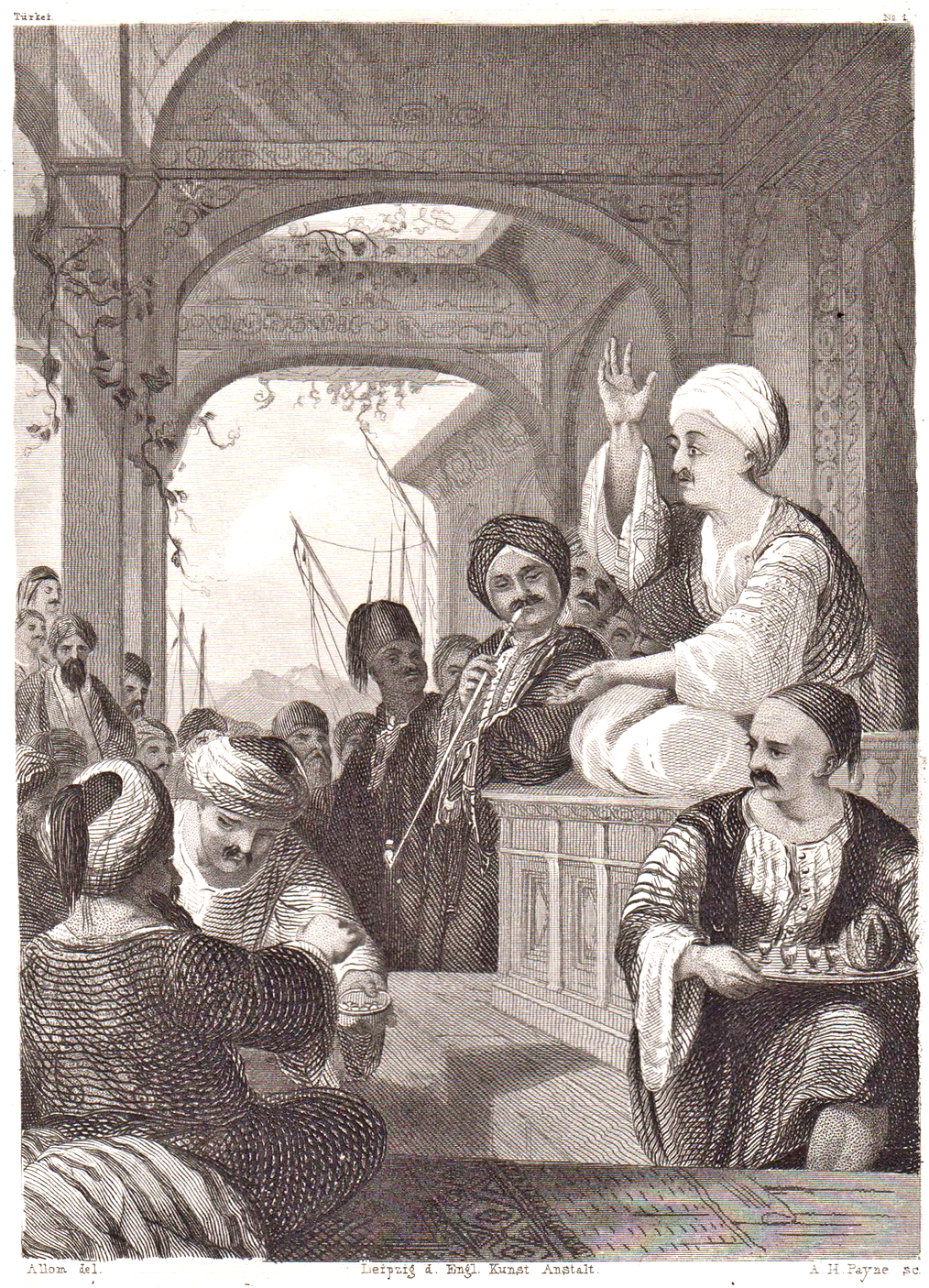
Meddah si esibisce in un caffè

Il meddah o il narratore suonava davanti a un piccolo gruppo di spettatori, come un pubblico di caffè. La commedia riguardava generalmente un singolo argomento, il meddah che interpretava personaggi diversi, e di solito veniva introdotto attirando l'attenzione sulla morale contenuta nella storia. Il meddah usava oggetti di scena come un ombrello, un fazzoletto o un copricapo diverso, per segnalare un cambiamento di carattere, ed era abile nel manipolare la sua voce e nell'imitare dialetti diversi. Non c'erano limiti di tempo per gli spettacoli; un buon meddah aveva l'abilità di adattare la storia a seconda dell'interazione con il pubblico.
I Meddah erano generalmente artisti itineranti il cui percorso li portava da una grande città all'altra, come lungo le città della via delle spezie; la tradizione presumibilmente risale ai tempi di Omero. I metodi dei meddah erano gli stessi dei narratori itineranti che raccontavano epiche greche come l'Iliade e l'Odissea, anche se le storie principali erano ora Ferhat ile Şirin o Layla e Majnun. I repertori dei meddah includevano anche storie vere, modificate a seconda del pubblico, dell'artista e della situazione politica.
I meddah di Istanbul erano noti per integrare strumenti musicali nelle loro storie: questa era la principale differenza tra loro e il Dengbejin dell'Anatolia orientale .
Nel 2008 l'arte dei meddah è stata rimessa nella lista rappresentativa del patrimonio culturale immateriale dell'umanità.

### Karagöz (gioco delle ombre)

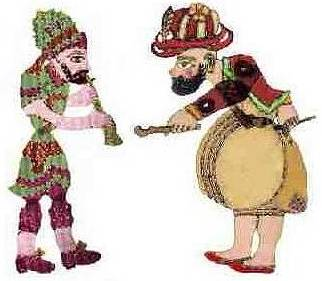
Gioco delle ombre: Hacivat (a sinistra) e Karagöz (a destra)

Il teatro turco delle ombre, noto anche come Karagöz ("dagli occhi neri") per uno dei suoi personaggi principali, discende dal teatro delle ombre orientale. Oggi, gli studiosi generalmente considerano la tecnica di un singolo burattinaio che crea voci per un dialogo, narra una storia e forse anche cantando, il tutto mentre manipola i burattini.

## Sport
Club sportivi nell'Impero ottomano
Il Club di ginnastica ebraica di Costantinopoli, fondato nel 1895, è stato il primo club sportivo di Istanbul, presto seguito dal Club sportivo Kurtuluş fondato nel 1896 dai greci ottomani. L'apertura di questi club atletici simboleggiava una crescita generale dello sport e della cultura sportiva nella Istanbul dell'epoca. Negli '20 a venire furono fondati il club di ginnastica di Beşiktaş, il club sportivo di Galatasaray e il club sportivo il Fenerbahçe- i "tre grandi" di Istanbul. L'esercizio, così come il calcio e la ginnastica erano all'ordine del giorno tra i membri principalmente ricchi di questi club. In contrasto con i "tre grandi" abbastanza esclusivi, il club sportivo di Vefa Club fondato dopo la rivoluzione progressista dei giovani turchi nel 1908, fungeva da squadra di sport e calcio amatoriale del popolo.

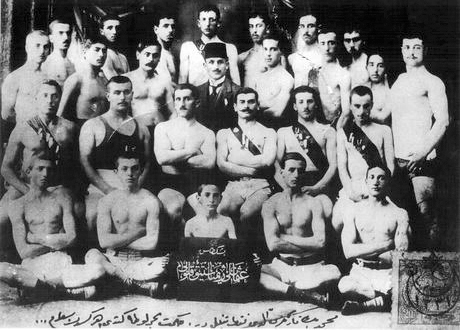
Membri del Beşiktaş JK nel 1903

La fine del XX secolo vide la nascita di squadre in tutta Istanbul per attirare molte nicchie di giovani uomini, musulmani, cristiani o ebrei. Quasi tutti i club atletici erano etnicamente e religiosamente omogenei, tuttavia condividevano tutti un focus sulla fisicità. Inoltre, la funzione di queste istituzioni si espanse oltre lo sport, poiché insegnavano ai giovani uomini l'igiene, l'abbigliamento e la postura adeguati, oltre a servire come ambienti per il discorso maschile e la socializzazione.
Lo sviluppo dei club atletici permise l'ascesa degli sport di squadra a Istanbul - principalmente il calcio - che fungeva da contrasto con gli sport ottomani più tradizionali come lo yağlı güreş (lotta turca nell'olio) e il tiro con l'arco. Ad esempio, alla sua apertura nel 1905, il Galatasaray funzionò esclusivamente come una squadra di calcio. Questo spostamento verso la competizione a squadre ha rappresentato una modernizzazione generale dello sport a Istanbul, una modernizzazione che può essere vista, ad esempio, anche nel club ginnastico di Beşiktaş, quando il lota turca tradizionale ha abbracciato la nuova tecnologia dei tappetini.
I club di atletica hanno rivoluzionato la cronaca sportiva nell'impero ottomano, poiché le pubblicazioni hanno iniziato a coprire i giochi dei club. Futbol, scritto in turco ottomano e pubblicato inizialmente nel 1910, fu la prima rivista sportiva di Istanbul, principalmente dopo le partite di calcio di club.
La crescita del numero di lettori legati allo sport ha coinciso con una crescente cultura degli spettatori sportivi a Istanbul. Il 1905 vide la creazione dell'associazione di calcio di lega, che organizzava partite di calcio tra le società di atletica, fornendo allo stesso tempo intrattenimento per migliaia di spettatori. Completato nel 1909, con la benedizione del sultano Abdülhamid II, l'venne fornito il primo stadio affidabile in cui migliaia di spettatori di Istanbul potevano riunirsi per assistere allo sport. Contrariamente alla rigorosa esclusività omosociale di molti club, l'associazione del club consentiva alle donne di assistere alle competizioni atletiche. Con questo aumento di spettatori, Galatasaray e Fenerbahçe in particolare, furono riconosciuti come i club preminenti della città. Sebbene fortemente connesso al calcio, l'Associazione dei claub ha ospitato una pletora di eventi organizzati da una varietà di club atletici di Istanbul, tra cui gare, ginnastica e altro. Ad esempio, nel 1911, l'associazione è stato il sito delle prime Olimpiadi armene.
Nel secolo scorso, molti di questi club hanno continuato a guadagnare popolarità. Ora sotto la Repubblica di Turchia, il Süper Lig rappresenta il campionato di calcio più popolare della regione, e Galatasaray e Fenerbahçe sono le squadre più popolari del campionato.

## Cucina ottomana

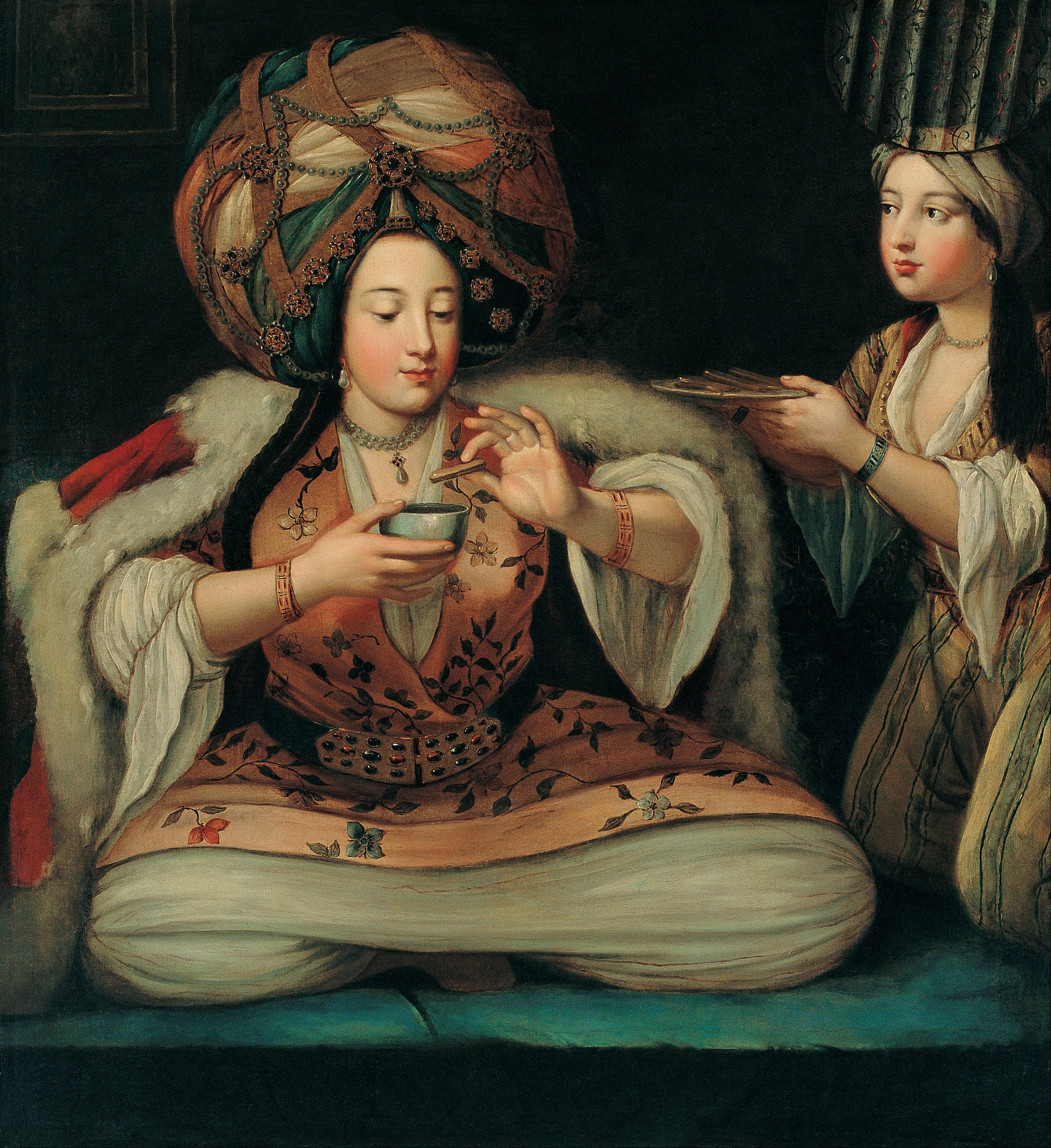
Delizia al caffè all'Harem

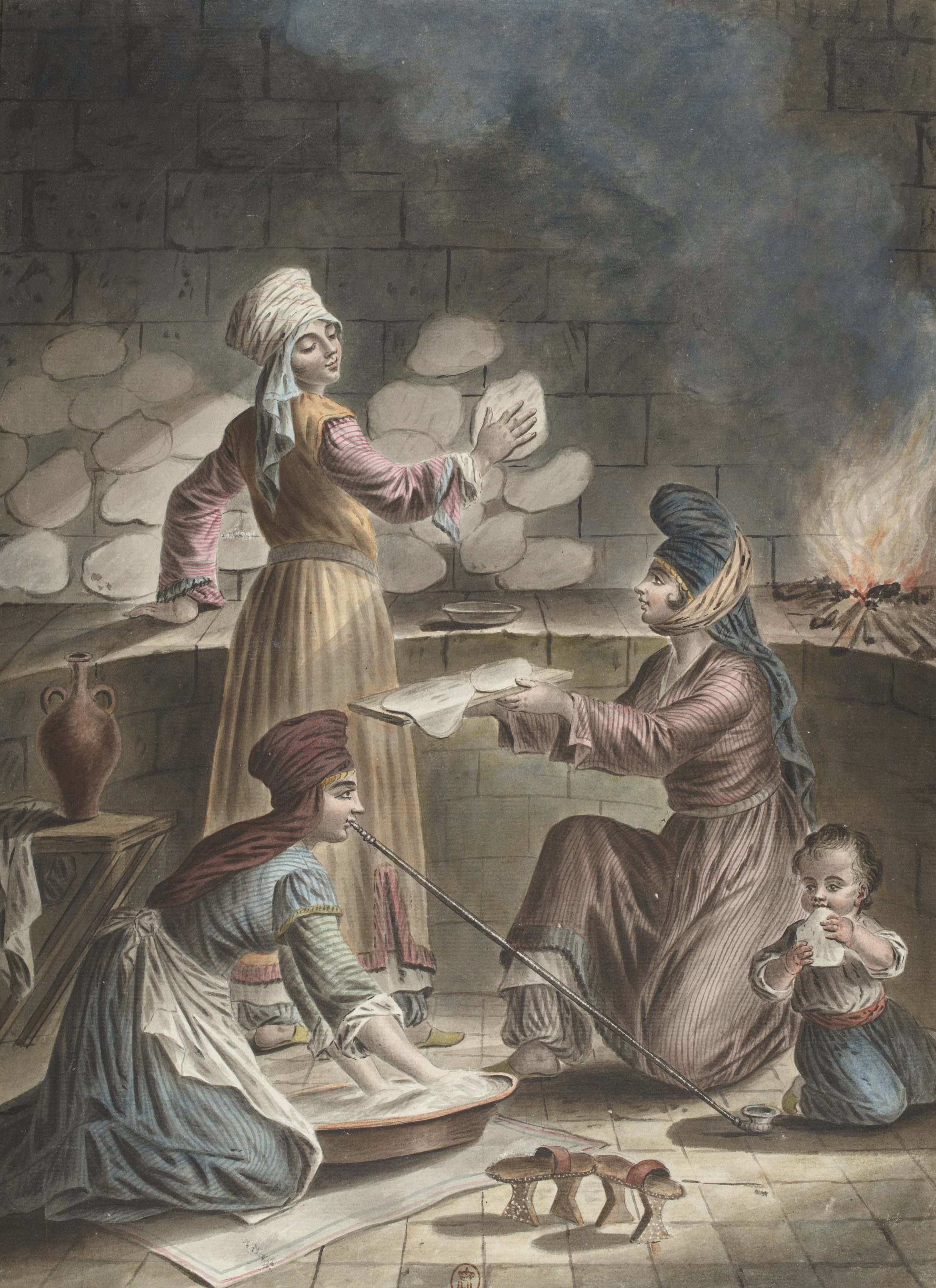
Donne turche che cuociono il pane, 1790

La cucina della Turchia ottomana può essere divisa tra quella della stessa corte ottomana, che era una fusione altamente sofisticata ed elaborata di molte delle tradizioni culinarie trovate nell'Impero, i suoi predecessori (in particolare l'impero bizantino), e le cucine regionali del contadini e delle minoranze dell'Impero, influenzati dalla produzione delle rispettive aree. Il riso, ad esempio, era un alimento base della cucina di alto livello (i cuochi imperiali venivano assunti in base all'abilità che mostravano nel cucinarlo) ma sarebbe stato considerato un oggetto di lusso nella maggior parte dell'Anatolia, dove il pane era il cibo base.

### Bevande
- Caffè turco - probabilmente introdotto dalla cultura araba levantina, il caffè divenne centrale nella società ottomana - spesso accompagnato da un narghilè/Hookka).
- Ayran - una bevanda allo yogurt tradizionale ancora popolare in molte aree dell'ex Impero.
- Sherbet - una bevanda alla frutta fredda speziata.
- Rakı - una bevanda alcolica tradizionale turca.

### Cibo
- Lokum
- Şeker (caramelle)
  - Akide Şekeri
- Macun (Majoon
- Pestil
- Sucuk
- Shish kebab
- Çörek
- Baklava
- Lahmacun
- Döner
- Kebab

## Scienze e tecnologia

### Sequenza temporale
- 22 ottobre 1784 - Scuola di ingegneria navale imperiale.
- Accademia militare fondata nel 1834
- Scuola imperiale di Musica, fondata nel 1836[23]
- 1º aprile 1847 - Viene fondata l'istituzione del Ministero dell'Istruzione
- 18 luglio 1851 - Inaugurazione dell'Accademia delle Scienze
- Scuola di servizio civile, fondata nel 1859
- Liceo ottomano imperiale di Galatasaray fondato nel 1868

## Galleria d'immagini

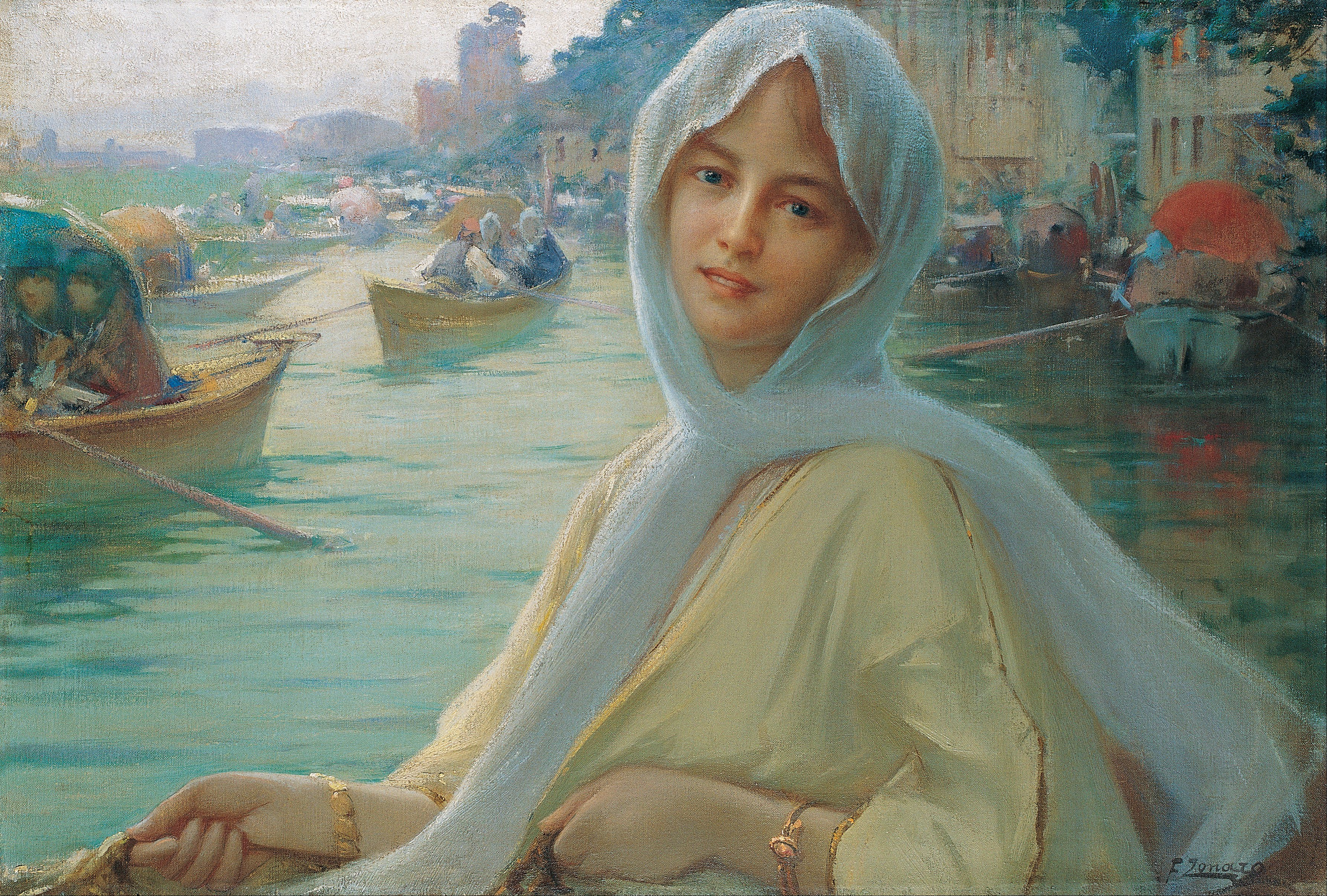
Giro in barca a Göksu
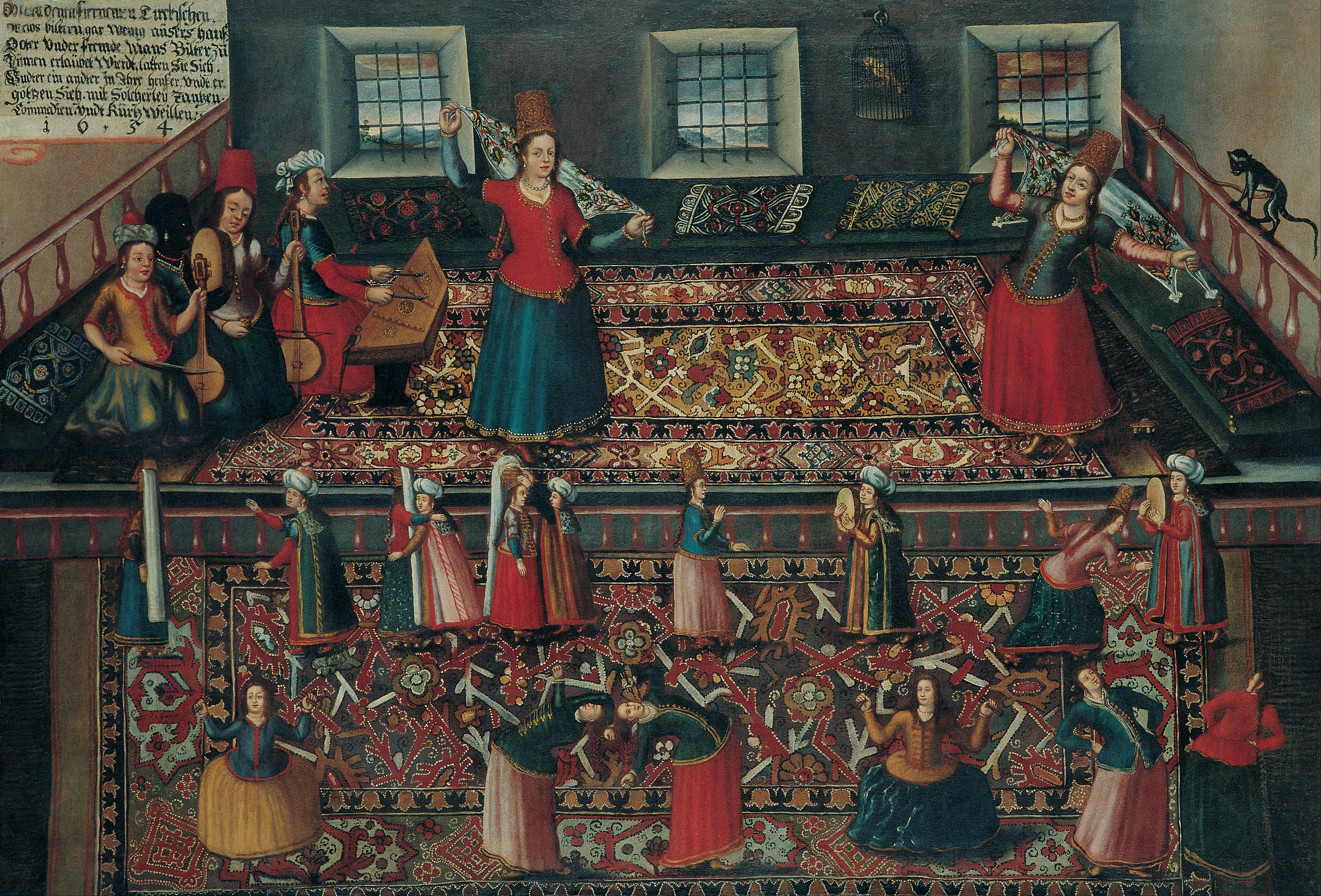
Donne i bambini danzano nell'Harem del Palazzo di Topkapı
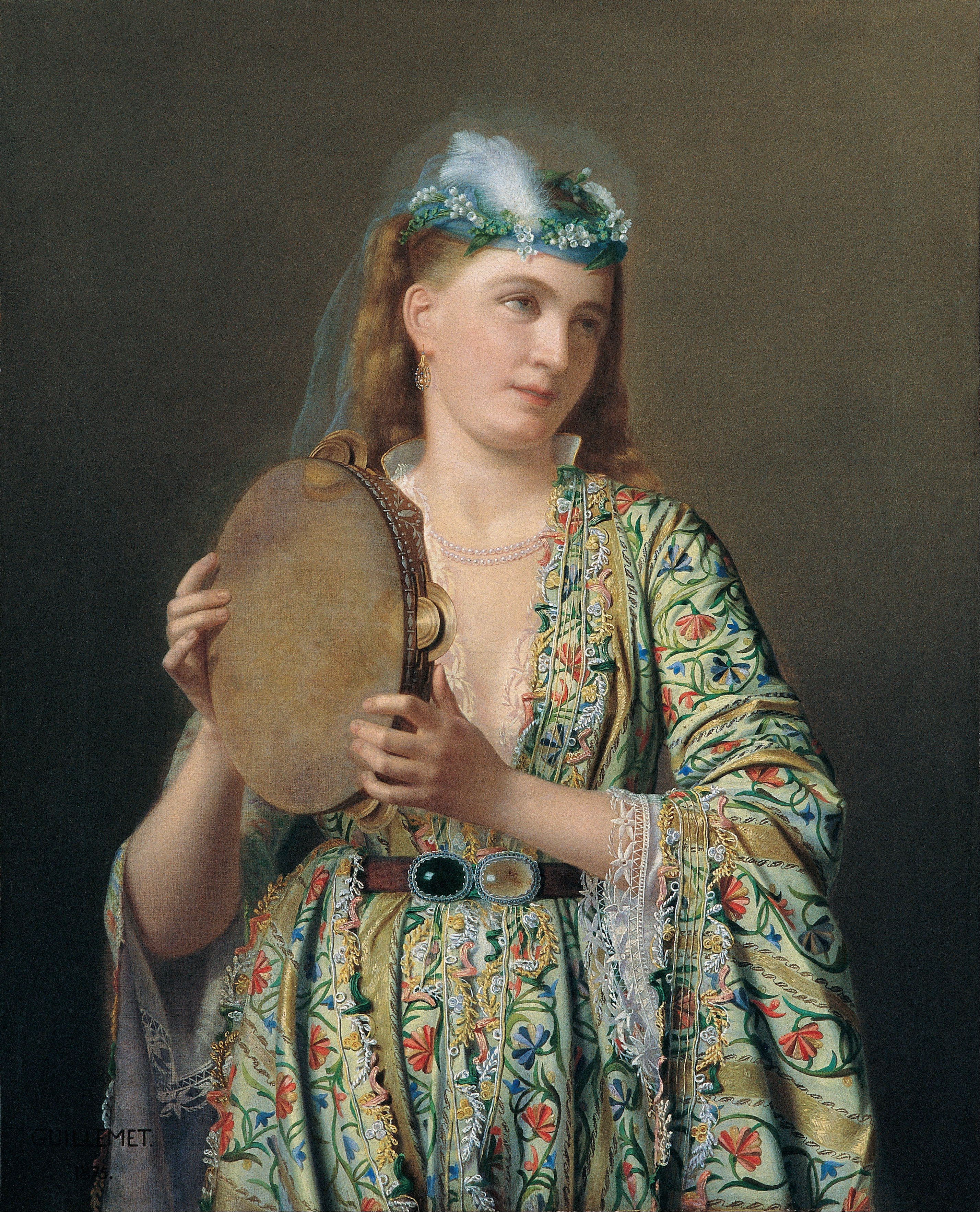
Una signora della corte ottomana che suonava il Def all'Harem
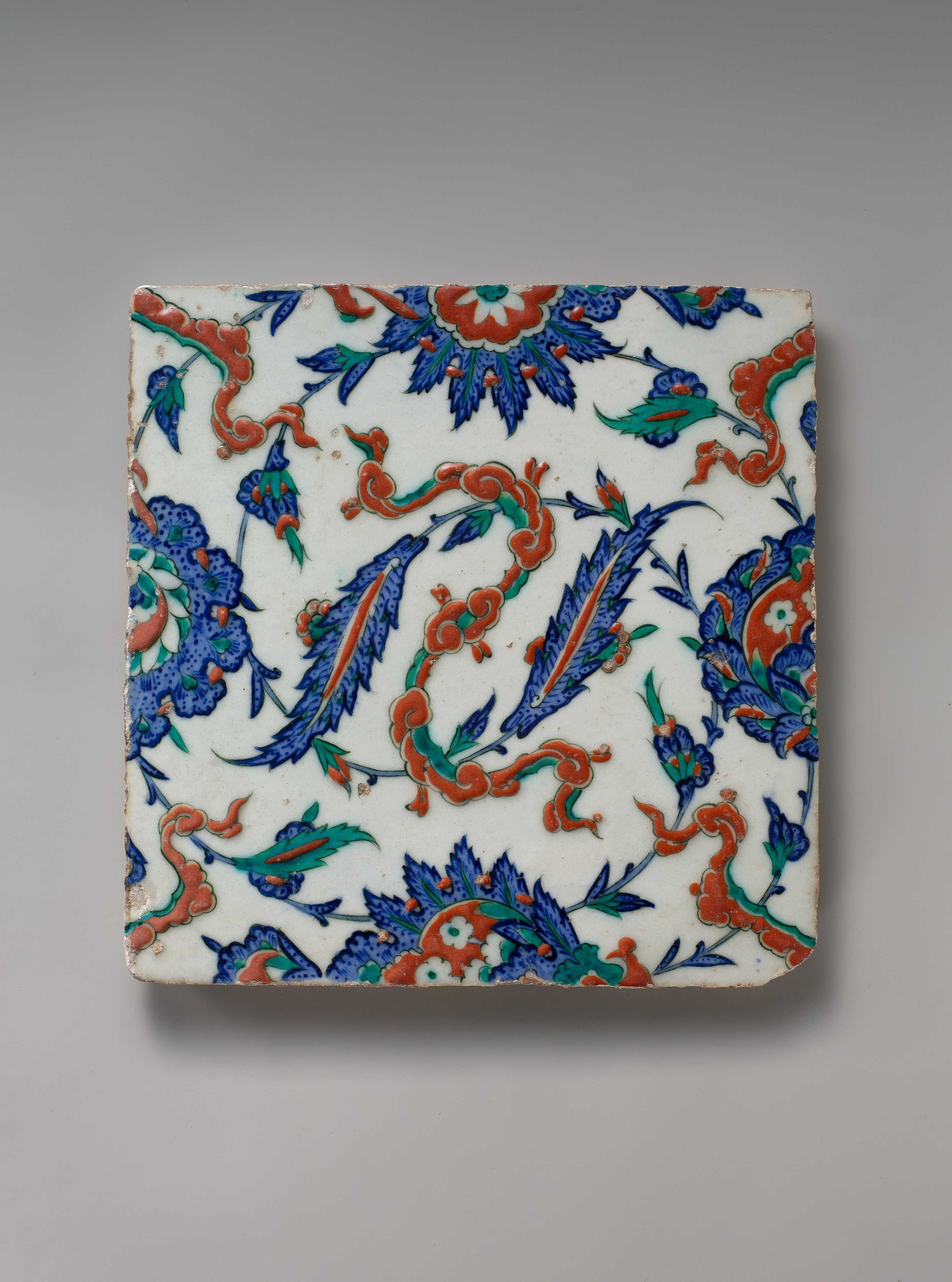
Piastrella con motivo floreale e fascia di nuvole, 1578 circa, piastrella Iznik, Impero ottomano, nella collezione del Metropolitan Museum of Art.